# Nancy Antonio
Nancy Guadalupe Antonio López (Ciudad de México, 2 de abril de 1996) es una futbolista mexicana. Juega como mediocampista en el Club América de la Primera División Femenil de México y en la selección femenina de México.

## Clubes
| Club         | País   | Año       |
| ------------ | ------ | --------- |
| Tigres UANL  | México | 2017-2024 |
| Club América | México | 2024-2025 |

## Palmarés

### Campeonatos nacionales
| Categoría                          | Título          | Club        | País   |
| ---------------------------------- | --------------- | ----------- | ------ |
| Primera División Femenil de México | Clausura 2018   | Tigres UANL | México |
| Primera División Femenil de México | Clausura 2019   | Tigres UANL | México |
| Primera División Femenil de México | Guard1anes 2020 | Tigres UANL | México |
| Primera División Femenil de México | Clausura 2021   | Tigres UANL | México |